# 로저 로스
로저 제임스 로스 주니어(Roger James Roth Jr., 1978년 2월 5일 ~ )은 미국의 정치인으로 제6대 위스콘신 상원의장이다.

## 학력
- 위스콘신 대학교 오슈코시 인문사회 학사

## 경력
- 2007.01 ~ 2011.01 제98·99대 위스콘신주 제56선거구 하원의원
- 2015.01 ~ 2023.01 제102·103·104·105대 위스콘신주 제19선거구 상원의원
- 2017.01 ~ 2021.01 제6대 위스콘신 상원의장

## 역대 선거 결과
| 선거명      | 직책명                         | 대수  | 정당   | 득표율 | 득표수      | 결과 | 당락                 |
| ----------- | ------------------------------ | ----- | ------ | ------ | ----------- | ---- | -------------------- |
| 2006년 선거 | 하원의원 (위스콘신 제56선거구) | 98대  | 공화당 | 59.10% | 15,591표    | 1위  | 위스콘신 주의원 당선 |
| 2008년 선거 | 하원의원 (위스콘신 제56선거구) | 99대  | 공화당 | 59.73% | 20,979표    | 1위  | 위스콘신 주의원 당선 |
| 2014년 선거 | 하원의원 (위스콘신 제19부)     | 102대 | 공화당 | 57.21% | 41,558표    | 1위  | 위스콘신 주의원 당선 |
| 2018년 선거 | 하원의원 (위스콘신 제19부)     | 104대 | 공화당 | 53.23% | 43,493표    | 1위  | 위스콘신 주의원 당선 |
| 2022년 선거 | 위스콘신 부지사                | 46대  | 공화당 | 47.75% | 1,268,535표 | 2위  | 낙선                 |